# Hexatoma (Eriocera) cinereithorax
Hexatoma (Eriocera) cinereithorax is een tweevleugelige uit de familie steltmuggen (Limoniidae). De soort komt voor in het Oriëntaals gebied.